# Kołpino
Kołpino (ros. Ко́лпино) – miasto municypalne w rejonie kołpińskim Petersburga w Rosji, nad Iżorą (dopływ Newy). Według spisu powszechnego z 2010 roku zamieszkane przez 138 979 osób.
W mieście rozwinął się przemysł maszynowy, metalowy, materiałów budowlanych oraz lekki.

## Miasta partnerskie
- Rauma, Finlandia[3]
- Druskieniki, Litwa[4]